# Sebastian Susteck
Sebastian Susteck ist ein deutscher Germanist und Literaturdidaktiker.

## Leben
Nach dem Studium (1995–2001) an der Ruhr-Universität Bochum (erstes Staatsexamen für das Lehramt) und der University of Strathclyde war er von 2002 bis 2004 wissenschaftlicher Mitarbeiter im DFG-Projekt „Die Geschichte des Deutschunterrichts 1945-1989“ an der Ruhr-Universität Bochum bei Harro Müller-Michaels. Nach der Promotion 2007 an der Universität Konstanz bei Albrecht Koschorke mit einer Arbeit zum deutschsprachigen Realismus war er von 2008 bis 2009 Studienreferendar am staatlichen Seminar für Lehrerbildung (Gymnasien) in Rottweil, und am Leibniz-Gymnasium in Rottweil (zweites Staatsexamen für das Lehramt), und danach Studienrat in Baden-Baden. Nach der Anerkennung habilitationsäquivalenter Leistungen 2013 ist er Professor für „Neugermanistik, insb. Didaktik der Literatur“ an der Ruhr-Universität Bochum, seit 2016 auf einer W3-Professur. Weitere Rufe erhielt er nach Bonn, Greifswald, Lüneburg und Duisburg-Essen.

## Schriften (Auswahl)
- Kinderlieben. Studien zum Wissen des 19. Jahrhunderts und zum deutschsprachigen Realismus von Stifter, Keller, Storm und anderen. Berlin 2010, ISBN 978-3-11-023365-0.
- Explizitheit und Implizitheit. Untersuchungen zu einem Grundproblem des Literaturunterrichts und seiner Didaktik. Weinheim 2015, ISBN 3-7799-3278-4.
- Schwierige Aufgaben. Deutschdidaktische Debatten und die Konstruktion literaturunterrichtlicher Aufgaben durch Studierende. Weinheim 2018, ISBN 3-7799-3864-2.
- Das Weimarer Werk Heinrich Hausers 1925 bis 1934. Eine alphabetische Sichtung von Romanen und Reportagen der Zwischenkriegszeit. Göttingen 2024, ISBN 978-3-8471-1770-4.
- Der Deutschunterricht und die ökologische Krise. Literatur und Medien im Anthropozän. Ditzingen 2025, ISBN 978-3150146330.